# František Zikmund z Thun-Hohensteinu
František Zikmund hrabě z Thun-Hohensteinu (německy Franz Sigmund Reichsgraf von Thun und Hohenstein, 1. září 1639, Praha – 3. května 1702, Livorno) byl český šlechtic, diplomat a vojevůdce ze šlechtického rodu Thun-Hohesteinů.
Během svého života působil ve službách císaře Leopolda I. a ve službách Maltézského řádu dosáhl hodnosti vrchního velitele a admirála řádového loďstva v bojích proti Turkům a pirátům ve Středomoří, v císařské armádě se později stal polním maršálem. Souběžně byl diplomatem habsburské monarchie v několika evropských zemích, nejdéle pobýval jako císařský vyslanec v Anglii (1680–1685). Nakonec byl velkopřevorem Maltézského řádu v Českém království (1701–1702). V Čechách byl majitelem panství Jílové u Děčína, poblíž Vídně nechal postavit zámek Hetzendorf.

## Mládí
Narodil se jako jeden z mnoha potomků hraběte Jana Zikmunda z Thun-Hohensteinu (1594–1646) a jeho třetí manželky Markéty Anny, rozené z Oettingen-Baldern. 
Jeho otec zemřel, když bylo Františku Zikmundovi sedm let a z majetku obdržel jako dědický podíl panství Jílové u Děčína. Po dobu jeho nezletilosti spravovala majetek poručnická správa, kterou vedla matka a nejstarší nevlastní bratr, salcburský arcibiskup Guidobald z Thun-Hohensteinu. František Zikmund studoval práva na univerzitě v Ingolstadtu, ale již v roce 1656 vstoupil do Maltézského řádu. Na Maltu odcestoval v roce 1660 a zúčastnil se několika námořních tažení, kdy maltézské řádové loďstvo spolu s Benátčany nebo Francií bojovalo proti Turkům a pirátům ve Středomoří. Od roku 1663 byl kapitánem galéry. V roce 1663 byl zároveň jmenován císařským komorníkem.

### Císařský diplomat a admirál loďstva Maltézského řádu

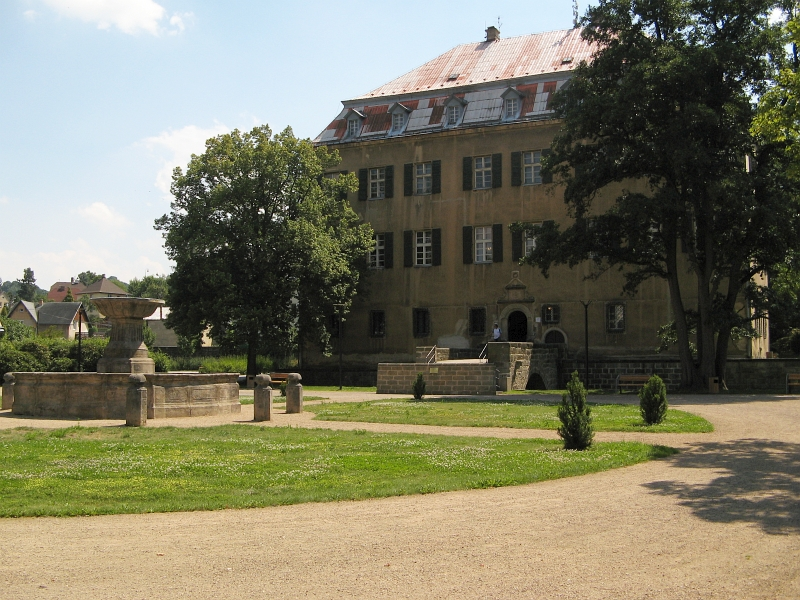
Zámek Jílové u Děčína

Po roce 1665 je doložen jeho pobyt v Čechách, pravděpodobně v této době došlo k přestavbě zámku v Jílovém. Poté vstoupil do císařské armády, v níž sloužil jako plukovník. V letech 1680–1685 byl císařským vyslancem v Anglii. Během pětiletého pobytu v Londýně se snažil získat Karla II. pro spojenectví proti Francii, což se mu ale přes častý osobní kontakt s nevyzpytatelným anglickým králem nepodařilo. Anglii opustil v září 1685 po nástupu nového krále Jakuba II. Jako jeden z mála diplomatů habsburské monarchie se naučil anglicky, což bylo dáno tím, že na rozdíl od mnoha jiných zde pobýval několik let. Po návratu do Vídně byl v roce 1686 s diplomatickou misí poslán ke Svatému stolci, v letech 1687–1690 pobýval jako vyslanec v Mnichově a nakonec v roce 1691 ve Varšavě u polského krále Jana III. Sobieského. 
I když jako císařský diplomat pobíral stálý plat od dvorské komory, často se potýkal s finančními problémy. Proto také již před odjezdem do Anglie pronajal panství Jílové staršímu bratru Maxmiliánovi, zatímco dalšími majetkoprávními záležitostmi pověřil dalšího bratra Romedia Konstantina. V roce 1690 koupil poblíž Schönbrunnu pozemky v okolí Hetzendorfu, kde pak nechal postavit zámek zvaný Thunswörth (projekt J. B. Fischer z Erlachu).
Kariéra Františka Zikmunda se nevyvíjela podle jeho představ, i když již do Anglie odjížděl s příslibem členství ve dvorské válečné radě. K tomu nedošlo, ale v roce 1692 byl jmenován tajným radou. Nakonec v roce 1693 odjel znovu na Maltu, kde se stal generálem-kapitánem řádového loďstva. Jako námořní vojevůdce vynikl v bojích proti Turkům, v roce 1694 dobyl ostrov Chios, kde osvobodil tisíc křesťanských otroků, v následujících letech byl úspěšný také ve výpadech proti berberským pirátům ve Středomoří.
Od papeže Inocence XIII. obdržel hodnost admirála papežského loďstva, mezitím také získal hodnost polního podmaršálka císařské armády (1695). Nakonec byl v roce 1697 povýšen na polního maršála a povolán do dvorské válečné rady, načež se vrátil do Vídně.
V listopadu 1701 se stal velkopřevorem Maltézského řádu pro České království a rakouské země. Krátce nato byl vyslán s diplomatickou misí do Anglie, cestou však onemocněl a zemřel v italském Livornu, kde je také pohřben.
Jako rytíř Maltézského řádu zemřel František Zikmund svobodný a bezdětný, k volnému naložení se svým majetkem si musel jako řádový rytíř vyžádat svolení papeže Klementa XI. Severočeské panství Jílové bylo znovu přičleněno k Děčínu a zdejší zámek se stal rodovým sídlem opět až v roce 1932, kdy Thunové prodali své hlavní sídlo v Děčíně. Zámek Hetzendorf zdědil synovec Romedius Jan František (1683–1719), který jej prodal Lichtenštejnům.
Vedle již zmíněných sourozenců byli významnými osobnostmi rodu Thunů té doby také další bratři Františka Zikmunda, barokní mecenáš Michael Osvald (1631–1694) nebo salcburský arcibiskup Jan Arnošt (1643–1709).